# Mijhiria
Mijguiria (en ukrainien : Міжгір'я ; en russe : Межгорье ; en hongrois : Ökörmező ; en slovaque : Volové) est une commune urbaine, ainsi qu'une station de ski de très petite taille qui a été développée sur les pentes du mont Makovitsya (Маковиця) voisin (751 m). Anciennement centre administratif du raion de Mizhgirya, elle est située dans le raïon de Khoust, l'oblast de Transcarpatie, dans le sud-ouest de l'Ukraine.

## Histoire
Les premières traces écrites citant la commune remontent à 1415, sous le nom de Ukurmezew. Elle porte le nom de Wolowe Pole (ukrainien : Волове Поле, ce qui signifie prairie aux bœufs) jusqu'en 1953. Le nom hongrois Ökörmező en est la traduction exacte.
Une église gréco-catholique du XIXe siècle a été construite dans cette commune. L'importante communauté juive de la ville est assassinée au cours de la Seconde Guerre mondiale.

## La galerie

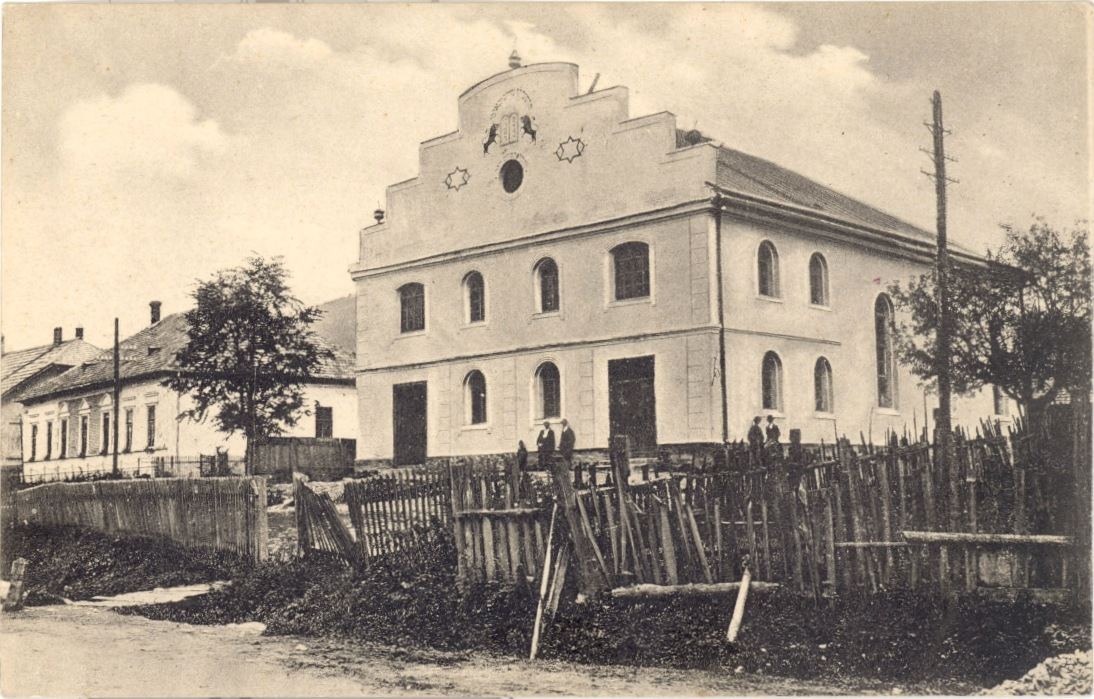
La synagogue